# 姜义华
姜义华（1939年2月—），复旦大学历史学系文科资深教授、博士生导师。

## 生平
1939年2月出生，1951至1957年就读于江苏省扬州中学，1957年入读复旦大学历史系，1962年毕业，留校任教。1979年任讲师，1982年任副教授，1985年任教授。1995年任复旦大学人文学院首任院长。2001年任复旦大学中外现代化进程研究中心主任。
曾任教育部社会科学委员会委员，教育部历史学科教学指导委员会副主任委员，复旦大学学位委员会副主席，上海市政协第六至十届常委，上海历史学会会长，上海市社会科学界联合会副主席，上海市台湾研究会副会长。

## 著作
著有《社会主义学说在中国的初期传播》、《中国学术名著提要－历史卷》、《大道之行——孙中山思想发微》、《百年蹒跚——小农中国的现代觉醒》、《理性缺位的启蒙》、《章太炎思想研究》、《章太炎》、《章炳麟评传》、《新译礼记读本》、《现代性：中国重撰》、《中华文明三论》（《中华文明的根柢》《中华文明的经脉》《中华文明的鼎新》）、《天下为公：孙中山思想剪影》、《信史立国》、《何谓中国》等。合著有《史学导论》、《日本军国主义史》、《沙俄侵华史》、《中国革命史教程》、《中华文化通识》等。
主编《中华文化读本》、《史魂——上海十大史学家》、《康有为全集》、《胡适学术文集》、《孔子——周秦汉晋文献集》，编选《中国近代名家著作选粹毛泽东卷》（翻印本名为《毛泽东著作选》）。合编《章太炎选集》、《章太炎全集》、《瞿秋白文集》、《中国现代思想史资料简编》等。参与策划《中华文化通志》。

## 争议
《姜义华口述历史》2015年出版，是姜义华口述、熊月之撰稿，回顾人生的著作。朱维铮学生姜鹏写出《〈中国文化史丛书〉出版的台前幕后》《姜义华先生发现〈许寿裳日记〉了吗》《〈姜义华口述历史〉质正（上）：“色声香味触法”如何标点》《〈姜义华口述历史〉质正（下）：〈章太炎选集〉的校注与署名》等文，称“其中涉及先师朱维铮先生的部分，多有不公、不实之处”。廖梅评论：“口述者的整体风格可谓激情澎湃、信口开河、一泻千里、虚实参半，很多细节不可深究，深究必误；而撰稿人也没有履行历史学家的职责，以规范的整理注释来提升全书的客观性。结果，最终面世的文本只能算是一部粗糙的口述史料。”